# (30799) 1989 LH
1989 أل إتش (ويعرف أيضًا باسم (30799) 1989 أل إتش وفق تسمية الكوكب الصغير) (بالإنجليزية: 1989 LH)‏ هو كويكب ضمن حزام الكويكبات؛ وترتيبه 30799 من حيث الاكتشاف.
اكتُشف هذا الجُرم الفلكي بواسطة اليانور إف. هيلين في 4 يونيو 1989.

## وصلات خارجية
- (30799) 1989 LH في قاعدة بيانات مختبر الدفع النفاث لأجرام النظام الشمسي الصغيرة

- الاكتشاف · مخطط المدار ·  العناصر المدارية · المعلمات المادية

- (30799) 1989 LH على موقع ويكي سكاي: DSS2, SDSS, GALEX, IRAS, Hydrogen α, X-Ray, Astrophoto, Sky Map, Articles and images